# Jacira Mendonça
Pour les articles homonymes, voir Mendonça.
Jacira Francisco Mendonça, née le 7 janvier 1986 à Bissau, est une lutteuse de Guinée-Bissau.

## Biographie
Jacira Mendonça est médaillée de bronze dans la catégorie des moins de 55 kg aux Championnats d'Afrique de lutte 2009 à Casablanca, puis médaillée d'argent dans la catégorie des moins de 59 kg aux Championnats d'Afrique de lutte 2010 au Caire, s'inclinant en finale contre la Nigériane Blessing Oborududu.
Elle est sacrée championne d'Afrique dans la catégorie des moins de 59 kg en 2011 à Dakar, battant en finale l'Égyptienne Rabab Eid (en).
Remportant le tournoi de qualification olympique africain en 2012 à Marrakech dans la catégorie des moins de 63 kg, et médaillée d'or dans cette catégorie aux Championnats d'Afrique, elle dispute les Jeux olympiques d'été de 2012 ; elle est éliminée dès le premier tour par la Hongroise Marianna Sastin.
Elle est médaillée de bronze dans la catégorie des moins de 63 kg aux Championnats d'Afrique de lutte 2014 à Tunis.